# باو أودوارد
باو أودوارد (بالإسبانية: Pablo Audouard Deglaire)‏: هو مصور فوتوغرافي نشط في برشلونة بأسبانيا في نهايات القرن التاسع عشر.

## بداياته
ولد أودوارد في هافانا، وانتقل مع عائلته إلى برشلونة عام 1879، و أنشأ استوديو خاصا به، فاز أودوارد بميداليتين ذهبيتين كانت أولاهما عام 1886 وثانيها في عام 1888.
كان أودوراد عضوا في الجمعية الفرنسية (Société française de photographie) من عام 1879 - 1894.

## صور التقطها أودوراد

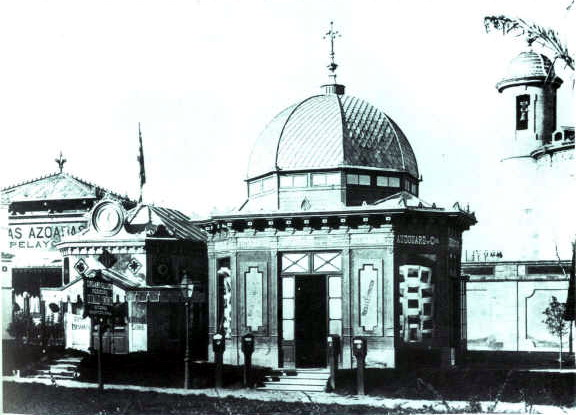
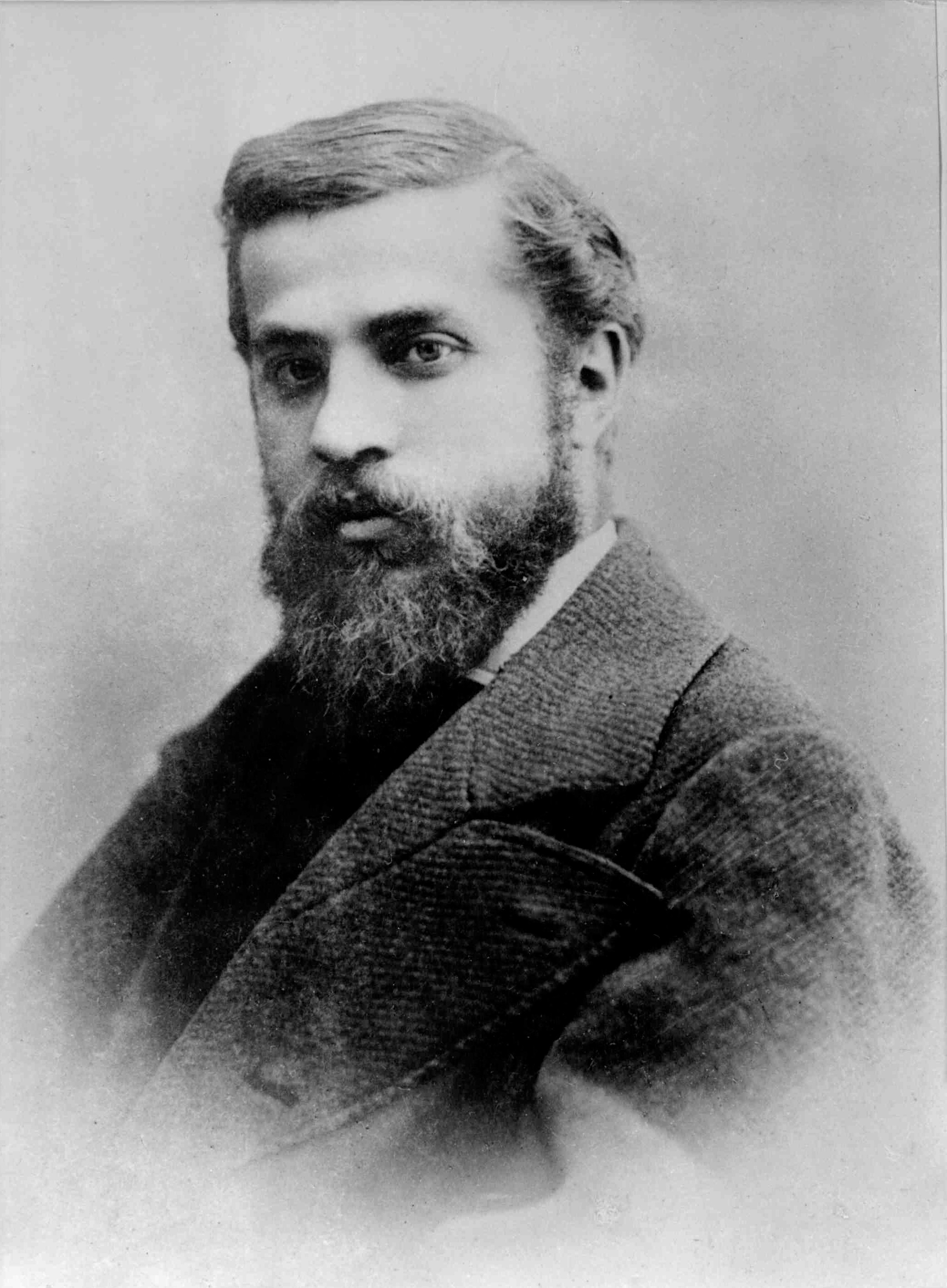
صورة التقطها للمعماري الأسباني أنطوني غاودي
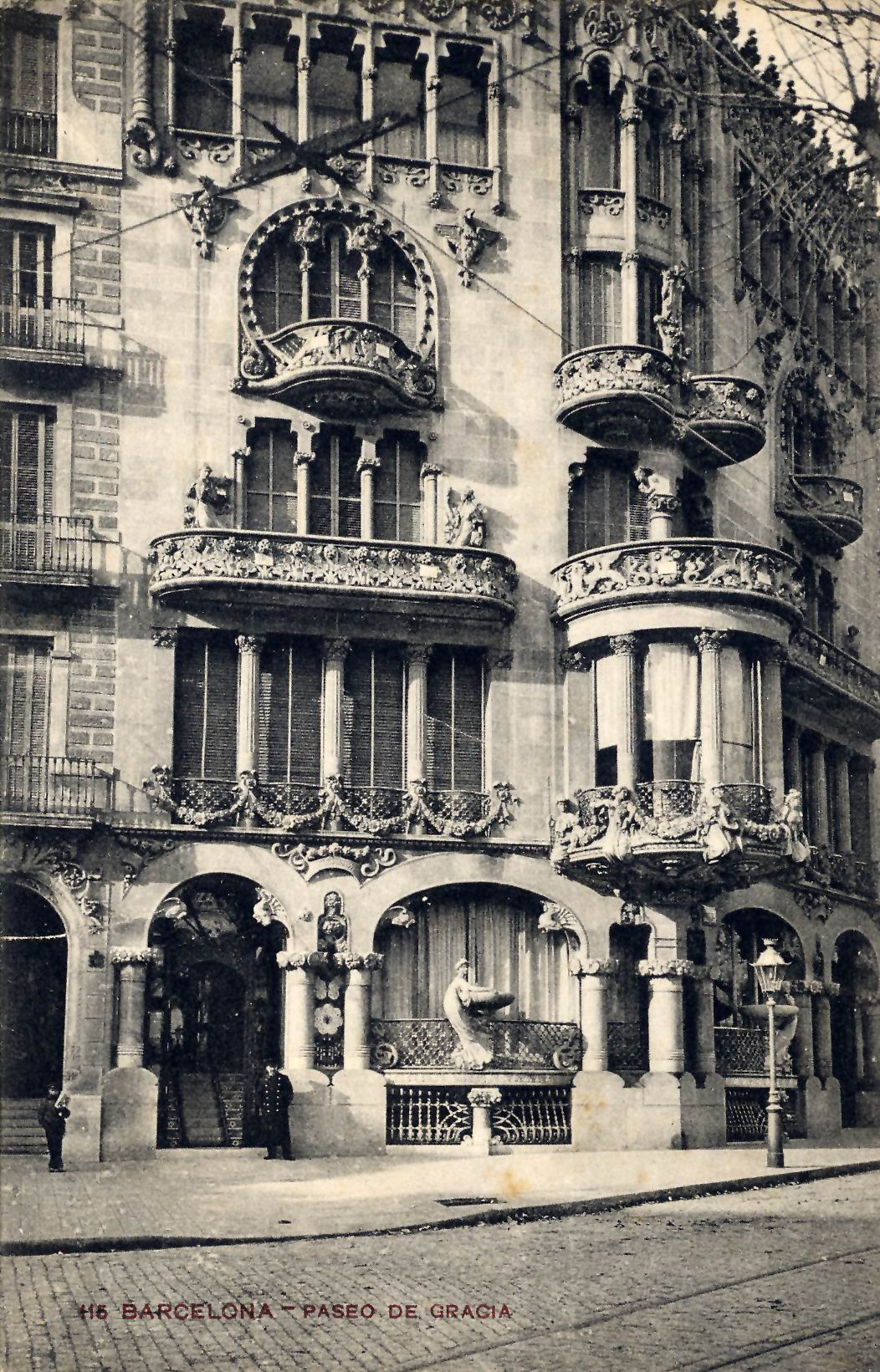
فندق ليو موريرا.